# Transitiehuis
Een transitiehuis is in de Belgische strafuitvoering een woonvorm voor een klein aantal gedetineerden om het laatste deel van hun straf uit te zitten. Deze strafuitvoeringsmodaliteit werd in 2019 voor het eerst in gebruik genomen in Mechelen. 

## Geschiedenis
In 2012 werd vzw De Huizen opgericht ter promotie van het idee van detentiehuizen naar analogie met internationale voorbeelden zoals Exodus Nederland. In kleinere, beter maatschappelijk geïntegreerde omgevingen is de kans op recidive namelijk aanzienlijk kleiner dan in mastodont gevangenissen. De organisatie werd mede opgericht door Hans Claus, directeur van de gevangenis van Oudenaarde, die vanuit zijn ervaring pleit voor een radicaal andere visie op detentie. In 2013 stelde de Liga voor Mensenrechten dit idee voor binnen het project Gedifferentieerde strafuitvoering.
Eind 2017 verklaarde Claus dat justitieminister Geens in 2019 twee 'transitiehuizen' wil openen voor gevangenen die bijna vrij komen. Na evaluatie wil hij deze detentievorm uitbreiden, maar investeert tegelijk 1 miljard euro in een nieuwe mega-gevangenis in Haren voor 1190 gedetineerden. Op 9 september 2019 werd het eerste transitiehuis geopend in Mechelen en in januari 2020 opende een tweede in Edingen. Enkele hindernissen moesten hiervoor echter wel worden overwonnen. De wet externe rechtspositie van veroordeelden tot een vrijheidsberovende straf en de bijbehorende strafuitvoeringsmodaliteiten uit 2006 werd aangevuld met een Hoofdstuk II bis: Plaatsing in het transitiehuis, waardoor de rechtspositie van gedetineerden in transitiehuizen ook juridisch verankerd werd. Na een openbare aanbesteding  werd gekozen om het transitiehuis in Mechelen en Edingen te laten uitbaten door G4S Care, een gespecialiseerde afdeling van de private veiligheidsdienst G4S. De keuze om de uitbating over te laten aan een private speler riep bij sommige academici weerstand op, aangezien zij de maatschappelijke re-integratieve en normaliserende doelstellingen niet kunnen rijmen met de commerciële houding van een private, winstgedreven organisatie als G4S. Ook in de Kamer kwamen vragen van volksvertegenwoordigers die de keuze voor een private organisatie niet begrepen. Zij waren verbaasd dat de Vlaamse organisaties met expertise inzake resocialisatie en herstel, die hetzelfde werk doen in de traditionele gevangenissen, buitenspel werden gezet.